# Lesenyei Márta
Lesenyei Márta (Budapest, 1930. január 13. –) Munkácsy Mihály-díjas (1957) magyar szobrász, éremművész, érdemes művész (1976).

## Életpályája
1954-ben szerzett diplomát a Képzőművészeti Főiskolán, ahol Szabó Iván, Pátzay Pál, Beck András és Kisfaludy Strobl Zsigmond voltak a mesterei.
Az 1980-as évektől a zsennyei művésztelep állandó résztvevője. Fából, kőből, bronzból alkotja műveit. Szobrai, kisplasztikája, bronzérmei több kiállításon szerepeltek.
Számos magyarországi város közterein több szobra áll. Egyik ismertebb alkotása a budapesti Kilátókő-szobor (Buda királyfi és Pest királykisasszony). Közgyűjteményekben őrzött művei a Magyar Nemzeti Galériában és a budapesti Petőfi Irodalmi Múzeumban, valamint a debreceni Déri Múzeumban és a szombathelyi Szépművészet Múzeumban láthatóak.

## Egyéni kiállításai
- 1968 – Kulturális Kapcsolatok Intézete, Budapest (kat.)
- 1969 – Eger, Salgótarján
- 1971 – Győr, Csepel
- 1973 – Derecske
- 1974 – Nyírbátor
- 1975 – Türr István Múzeum, Baja
- 1977 – Debrecen, Derecske
- 1978 – Szombathely, Csók Galéria (Budapest)
- 1980 – Művészeti vásár (Bázel)
- 1982 – Siófok
- 1987 – Sopron
- 1988 – Kápolnaterem, Sopron
- 1990 – Körmend
- 1991 – Bergamo, Brescia
- 1992 – Verona
- 1998 – Újlipótvárosi Klubgaléria, Budapest

## Csoportos kiállításai (válogatott lista)
- 1949 – VIT-kiállítás, Fővárosi Képtár, Budapest
- 1954-től – Magyar Képzőművészeti kiállítások, Műcsarnok, Budapest
- 1955 – Képzőművészetünk tíz éve, Műcsarnok, Budapest
- 1957 – Tavaszi Tárlat, Műcsarnok, Budapest
- 1959 – VIT-kiállítás, Bécs
- 1967-től Országos Kisplasztikai Biennálék (Pécs)
- 1969 – Magyar művészet 1945-1969, Műcsarnok, Budapest
- 1971 – Nemzetközi Kisplasztikai Biennálé • Új művek, Műcsarnok, Budapest
- 1972 – Női képzőművészek kiállítása, Bécs
- 1977 – Éremművészet, Csontváry Terem, Pécs; I. Országos Éremművészeti Biennálé, Sopron
- 1978 – Magyar szobrászat, Műcsarnok, Budapest

## Családja
Kiss Sándor szobrász felesége. Két gyermek anyja.